# Emi Koussi
De Emi Koussi is een vulkaan in het Tibesti-gebergte in het noorden van Tsjaad. Het is de hoogste berg van Tsjaad en de gehele Sahara. De schildvulkaan (pyroclastisch schild) is 3415 meter hoog en steekt 2300 meter uit boven de zandsteen-vlaktes. De vulkaan is 65 km breed.
De Emi Koussi werd bestudeerd om zijn gelijkenis met de vulkaan Elysium Mons gelegen op Mars.